# 2032 Ethel
2032 Ethel este un asteroid din centura principală, descoperit pe 30 iulie 1970 de Tamara Smirnova.